# نيث (دائرة انتخابية في المملكة المتحدة)
نيث (بالإنجليزية: Neath)‏ هي إحدى الدوائر الانتخابية في المملكة المتحدة الممثلة في مجلس العموم في برلمان المملكة المتحدة.
عضو البرلمان الذي يمثلها حالياً هو :Rt Hon Peter Hain (Lab).